# Ptilodactyla wagneri
Ptilodactyla wagneri is een keversoort uit de familie Ptilodactylidae. De wetenschappelijke naam van de soort is voor het eerst geldig gepubliceerd in 1924 door Pic.